# Цзэн Пу
Цзэн Пу (кит. трад. 曾樸, упр. 曾朴, 1872 — 1935) — китайский писатель, поэт, переводчик, журналист времен падения империи Цин и первых лет Китайской республики.

## Биография
Происходил из семьи зажиточных землевладельцев. Родился в уезде Чаншу. Получил классическое образование. После неудачного составления в 1892 году императорского экзамена занялся журналистикой. В 1894 году начал изучать французский язык. В 1897 году перебирается в Шанхай, здесь приобщается к реформистам, сотрудничает с управлением по вопросам промышленности. В 1903 году попробовал заниматься торговлей шелком, однако неудачно. В 1904 году основывает собственный журнал «Мир женщин». В 1907 году становится основателем литературного журнала «Сяошо линь» («Лес прозы»). Становится членом республиканской партии, которая требовала проведения конституционной реформы.
Во время Синьхайской революции поддержал свержение династии Цин. В 1912 году был избран членом парламента провинции Цзянсу. Продолжал свою реформаторскую деятельность. В связи с деятельностью Гоминьдана в 1926 году ушел из политики. С этого момента занимался исключительно литературной деятельностью. Умер в 1935 году.

## Творчество
Был автором романа «Нехайхуа» — «Цветы в море зла», который занимает особенно место в китайской литературе. Автор изображает современные нравы, обличает пороки «больного общества» и ищет пути усовершенствования общества. Сюжет романа прост. В центре повествования — история жизни влиятельного чиновника-дипломата Цзинь Вэньцина и его наложницы Фу Цайюнь, их путешествие по странам Западной Европы. Писатель показал привилегированные слои общества, сделав упор на изображении жизни минши — известных людей, чей социальный статус близок чиновничеству и ученым. Первым из китайских романистов изобразил не только Китай, но и Россию, Германию, Корею, Вьетнам. В последних главах он рассказал о деятельности сторонников Сунь Ятсена, а также зарубежных революционеров.
В 1919-1920 годах работал над «Очерком истории французской литературы». В 1929 году издал 1-ю часть неоконченного романа «Мальчик Лу» («Лу Наньцзи») под названием «Любовь» («Лянь»), содержащий автобиографические мотивы.
Увлекался переводами. Наиболее удачными являются переводы произведений Виктора Гюго (роман «Жиль Блаз»), Эмиля Золя, Гюстава Флобера. Печатал свои переводы в журнале «Сяошо юэбао» («Ежемесячник прозы»).